# Gli ostacoli del cuore (film)
(Tagline del film)
Gli ostacoli del cuore (The Greatest) è un film del 2009 diretto da Shana Feste, con Pierce Brosnan e Susan Sarandon.
Il film non ha avuto la canonica distribuzione nelle sale cinematografiche ma è stato immesso direttamente nel circuito televisivo, venendo trasmesso da Canale 5 il 26 agosto 2009.

## Trama
Bennet è un ragazzo di 18 anni, che l'ultimo giorno di liceo incontra Rose, una ragazza stile figlia dei fiori. I due si innamorano e la sera della loro prima notte d'amore Bennet muore in un incidente stradale: Rose è rimasta però incinta di lui.
Il padre di Bennet, Allen, è sconvolto da questa notizia ma decide lo stesso di far entrare Rose nella famiglia; la moglie Grace però sta vivendo un momento difficile: l'unico figlio rimasto si droga, suo marito la tradisce ed ha appena scoperto che la fidanzata del figlio morto è incinta.
Alla fine dell'ecografia (all'ottavo mese) Rose sente parlare Grace con suo marito a proposito del fatto di non essere felice della sua scelta; Rose decide quindi di scappare di casa ma grazie ad alcune informazioni ricevute dalla migliore amica di Rose Allen e la sua famiglia riescono a trovarla: ogni pomeriggio, infatti, Rose si reca nel luogo dell'incidente dove ha perso la vita Bennet.
Sfortunatamente mentre scende dal pullman alla ragazza si rompono le acque: Rose corre nel bosco seguita dalla famiglia di Bennet e lì chiede a Grace, Ryan e Allen di raccontarle tutto quello che riguardasse Bennet. Fino al momento del parto di Rose Grace si comporta da estranea con la ragazza ma, arrivato il momento della nascita della bambina, si mostra una vera mamma per Rose, che una mamma non l'ha mai avuta visto che la sua era tossico-dipendente.